# Saint-Sauveur-en-Rue
Saint-Sauveur-en-Rue é uma comuna francesa na região administrativa de Auvérnia-Ródano-Alpes, no departamento de Loire. Estende-se por uma área de 30,26 km². Em 2010 a comuna tinha 1 113 habitantes (densidade: 36,8 hab./km²).